# Czesław Niemen

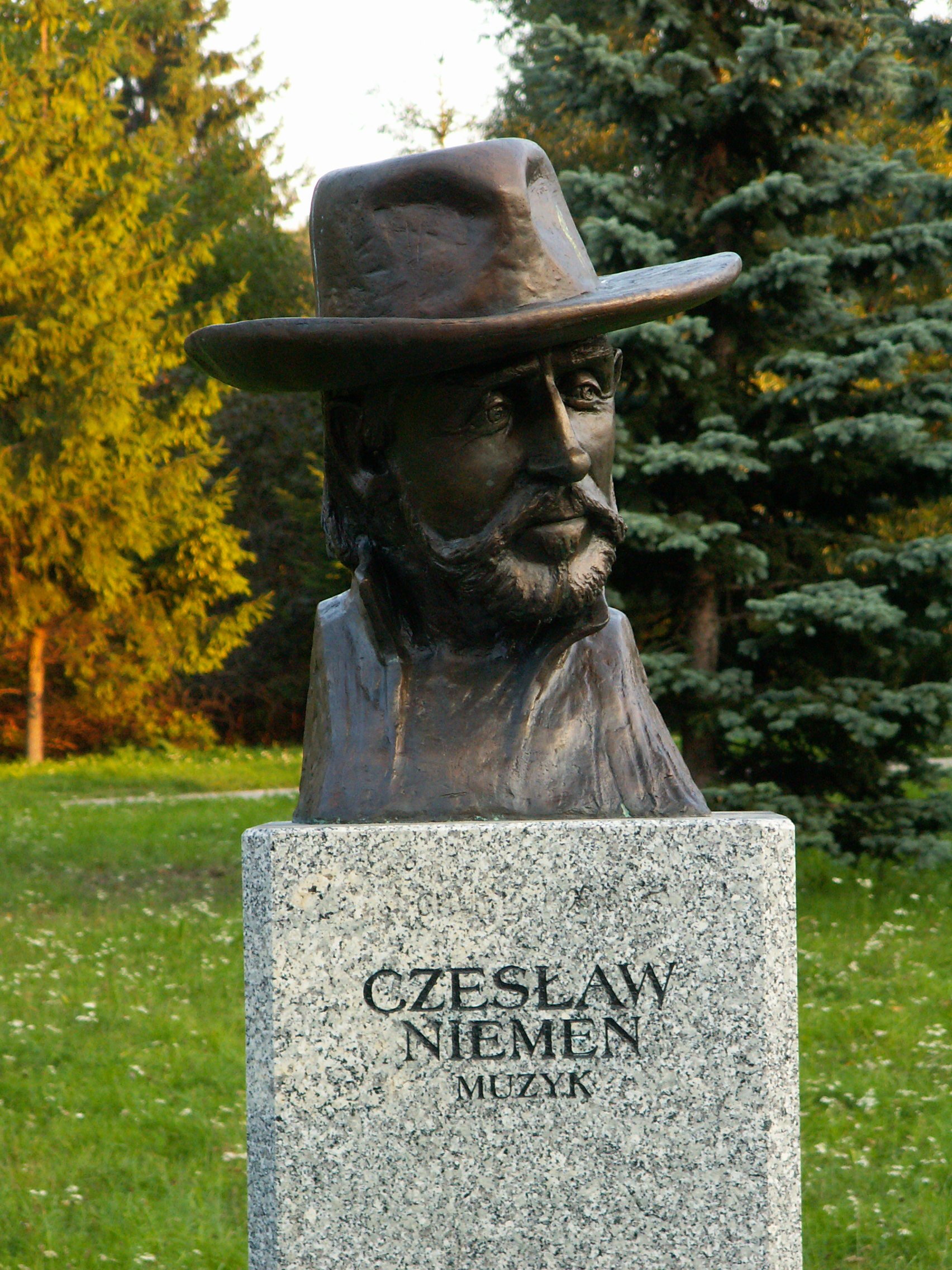
Büste Czesław Niemens

Czesław Niemen ([t͡ʂɛswaf ɲemɛn]; * 16. Februar 1939 in Stare Wasiliszki bei Nowogródek, Polen, heute Belarus; † 17. Januar 2004 in Warschau), bürgerlich Czesław Juliusz Wydrzycki, war einer der bedeutendsten und originellsten polnischen Singer-Songwriter des 20. Jahrhunderts. Er wurde 1999 in einer Umfrage der Polityka von 60 Prozent der Teilnehmer zum bedeutendsten nationalen Künstler gewählt.

## Leben
Niemen wurde als Czesław Juliusz Wydrzycki geboren, Niemen ist u. a. der polnische Name für den Fluss Memel. Mit 20 Jahren zog er mit seiner Familie aus Weißrussland nach Danzig und begann dort Musik zu studieren. Seine Karriere als Rocksänger begann er Anfang der 1960er Jahre mit Liedern im Stil der Beatles, unter anderem als Mitglied der Band Niebiesko-Czarni. Ähnlich wie für die Beatles sorgten leichte Liebeslieder im Beat-Stil und romantische Balladen für die ersten großen Erfolge, doch im Verlaufe der 1960er Jahre wurde sein Stil komplexer, und die Texte sprachen vor allem auch die studentische Jugend an. So beeindruckte er bereits in den 1960er Jahren Marlene Dietrich, die auf Konzerttournee in Polen war, mit einem seiner Lieder so sehr, dass sie sich entschloss, einen Song von ihm in ihr Repertoire aufzunehmen. Sie schrieb selbst den deutschen Text zu Czy mnie jeszcze pamiętasz. Das Lied hieß Mutter, hast du mir vergeben.
Niemens erstes Soloalbum erschien 1967 und enthielt den bis heute größten Protestsong und die Hymne der damaligen polnischen Jugend Dziwny jest ten świat (englische Version: Strange Is This World). Dieses Album sorgte auch für seinen Durchbruch im internationalen Rockgeschäft. 1968 unterzeichnete er einen Plattenvertrag mit CBS und ging für zwei Jahre nach Mailand.
Als Niemens Hauptwerk gilt das 1970 veröffentlichte Album Enigmatic, ein Werk, das er dem Andenken des polnischen Freiheitshelden General Józef Bem gewidmet hat. Mit dem sechzehnminütigen Stück Bema pamięci żałobny - rapsod gelang Niemen eine überraschende Synthese aus traditioneller Kirchenmusik und avantgardistischer Rockmusik. Dieses Album offenbarte einen tief religiösen, in der Geschichte seiner polnischen Heimat verwurzelten Künstler. Enigmatic wurde zu einem Meilenstein in der polnischen Musikgeschichte und gilt noch immer als die „beste polnische Rockplatte aller Zeiten“ (Tylko Rock).
Anfang der 1970er Jahre entwickelte Niemen seinen Musikstil weiter in Richtung psychedelischem und elektronischem Rock. Vor allem seine Aufnahmen mit Helmut Nadolski und den Musikern der Band SBB (zu denen gelegentlich Andrzej Przybielski hinzukam) sind aus dieser Zeit hervorzuheben. Er vertonte klassische polnische Poesie von Norwid und Juliusz Słowacki. 1974 nahm er in den USA ein Album mit Musikern der US-Fusion-Szene auf, so mit Rick Laird und Jan Hammer, Steve Khan und John Abercrombie.
Niemen gab Konzerte unter anderem in Frankreich, Italien, beiden Teilen Deutschlands, Indien und England; so 1972 zu den Olympischen Sommerspielen in München, 1973 in Dresden, hier gemeinsam mit LGT, Collegium Musicum und SOK, 1976 zum DT-64-Konzert in Ost-Berlin und 1984 erneut in Ost-Berlin beim Festival des politischen Liedes. Ein Filmbericht, der über diesen Auftritt von Konrad Weiß bei der DEFA gedreht wurde, wurde jedoch von der SED verboten. Seine Songs wurden auch von internationalen Radiosendern gespielt.
In den 1980er und 1990er Jahren komponierte er zahlreiche Filmmusiken, darunter für Andrzej Wajdas Film Wesele (Die Hochzeit). Er trat weiter bei Konzerten auf und galt als lebende Legende der polnischen Rockmusik. Er beschäftigte sich in seinen letzten Lebensjahren neben der Komposition mit Malerei und Grafik.

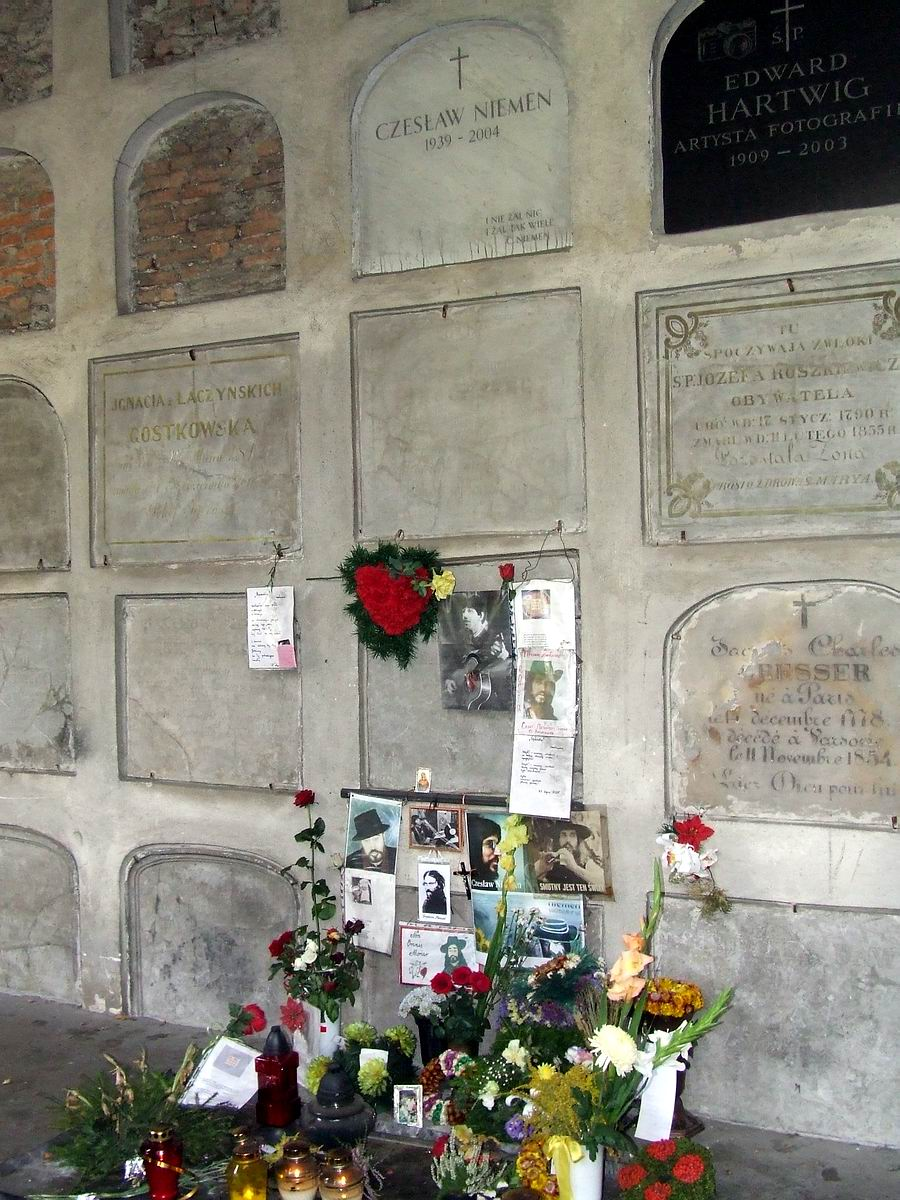
Grab von Czesław Niemen auf dem Alten Friedhof Warschau.

Czesław Niemen starb an einer Krebserkrankung.

### Familie
1975 heiratete er Małgorzata Krzewińska, Model und Schauspielerin, mit der er die Töchter Natalia (* 1976) und Eleonora (* 1977) hatte. Beide Töchter sind als Sängerinnen aktiv.

## Ehrungen

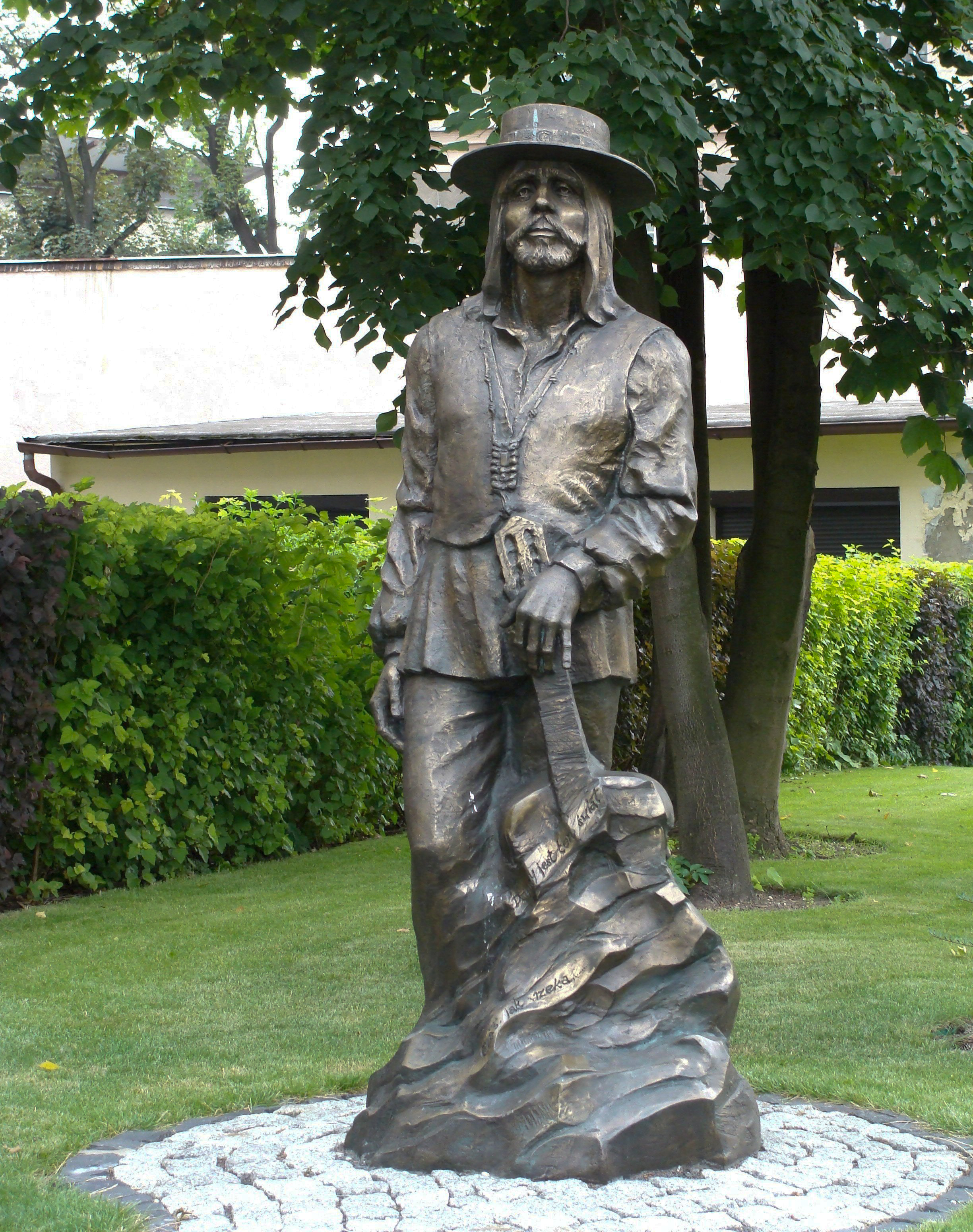
Czesław-Niemen-Denkmal in Opole

Im Juni 2009 gab die Polnische Nationalbank drei Gedenkmünzen zu Niemens Ehren heraus: zwei Münzen mit dem Nennwert 10 Złoty in Sterlingsilber und eine Münze mit dem Nennwert 2 Złoty in Nordischem Gold.

## Sonstiges
Niemens Lied Sen o Warszawie (Traum von Warschau) gilt als inoffizielle Hymne der polnischen Hauptstadt im Allgemeinen und des Fußballklubs Legia Warschau im Besonderen. Von dessen Anhängern wird das Lied vor jedem Spiel gesungen.

## Diskografie

### Studioalben
- 1967: Dziwny jest ten świat (Seltsam ist diese Welt)
- 1968: Sukces (Erfolg)
- 1969: Czy mnie jeszcze pamiętasz? (Erinnerst du dich noch an mich?)
- 1970: Enigmatic
- 1971: Niemen, auch Czerwony Album (Rotes Album)
- 1971: Kurylewicz, Warska, Niemen: Muzyka Teatralna i Telewizyjna (mit Andrzej Przybielski, Jacek Bednarek, Władysław Jagiełło)
- 1972: Strange Is This World (veröffentlicht in Westdeutschland)
- 1973: Ode to Venus (veröffentlicht in Westdeutschland)
- 1973: Marionetki (Puppen), auch Niemen Vol. I und Niemen Vol. II.
- 1973: Russische Lieder (veröffentlicht in Westdeutschland)
- 1974: Mourner’s Rhapsody (veröffentlicht in USA, UK, Westdeutschland, mit u. a. Michal Urbaniak, Jan Hammer, Don Grolnick, John Abercrombie, Rick Laird, David Earle Johnson – CBS)
- 1975: Niemen Aerolit (Fusion-beeinflusster Progressive Jazz-Rock mit Session-Musikern)
- 1976: Katharsis (Soloalbum, elektronische Minimal-Musik, unter anderem mit Synthi-AKS und dem zugehörigen digitalen Step-Sequenzer)
- 1978: Idée Fixe (Doppelalbum mit Jazz-Musikern, epische Vertonung von Gedichten von Norwid und Słowacki, zunehmender Einsatz von Elektronik)
- 1978: Best of Niemen
- 1980: Postscriptum
- 1982: Przeprowadzka (Der Umzug)
- 1989: Terra deflorata
- 1993: Mourner’s Rhapsody (Neuauflage, mit weiterem Titel)
- 2001: Spod chmury kapelusza (Ein Hut aus Wolken)
- 2012: Pamiętam ten dzień (PL: Platin)[3]

### Konzertalben
- 2007: 41 Potencjometrów Pana Jana
- 2007: Srebrne dzwony
- 2009: Kattorna JJ72 / Pamflet na ludzkość JJ75 (2 CDs mit den Konzerten vom Jazz Jamboree 1972 bzw. 1975)
- 2011: Terra deflorata >(Live-Konzert in Szczecin, 23. November 1984; inkl. Bonus-CD: Live in Berlin 1986)

### Kompilationen
- 1978: Złote przeboje (MC)
- 1979: The Best of Niemen (LP)
- 1991: Gwiazdy mocnego uderzenia: Czesław Niemen (LP)
- 1995: Sen o Warszawie (CD)
- 2000: Czas jak rzeka, Złota kolekcja (EMI Music Polen, PL: Platin)
- 2002: Od początku I (6 CD, PL: Gold)
- 2003: Od początku II (6 CD)
- 2008: Spiżowy krzyk
- 2009: Nasz Niemen (2 CD, PL: Platin)

### Minialben
- 1964: Locomotion
- 1964: Les Noir et Bleu – Les Idoles de Pologne
- 1964: Czas jak rzeka (PL: Gold)
- 1964: Hippy, Hippy Shake
- 1964: Jeszcze sen
- 1966: A Varsovie
- 1966: Sen o Warszawie
- 1967: Dziwny jest ten świat
- 1978: Sen srebrny Salomei
- 1997: Cegiełka na rzecz ofiar powodzi – Moja i twoja nadzieja (featuring)

### Singles
- 1962: Adieu Tristesse, El soldado de levita
- 1963: Na swojską nutę
- 1963: W rytmie Madisona
- 1968: Obok nas, Baw się w ciuciubabkę
- 1969: Io senza lei, Arcobaleno
- 1969: Una luce mai accesa, 24 ore spese bene con amore
- 1969: Re di cuori
- 1970: Oggi forse no, Domani
- 1972: Romanca Cherubina, Mazurek
- 1972: Strange Is This World, We’ve Got the Sun
- 1975: Mleczna droga, Dorożką na Księżyc
- 1979: Nim przyjdzie wiosna, Pokój
- 1982: Witaj przygodo zielona, Przeprowadzka
- 1986: High Horse, Pod Papugami
- 2002: Jagody szaleju

### Tondokumente
- 1964: Domek bez adresu
- 1970: Nie wiem czy to warto
- 1974: Jodełki, sosenki
- 1975: Włóczęga
- 1979: Nim przyjdzie wiosna

### Alben, die Czesław Niemen gewidmet sind
- 2007: Niemen a cappella von PRO FORMA
- 2009: Niemen Improwizacje von Artur Dutkiewicz
- 2009: Dziwny ten świat – opowieść Niemenem von Janusz Radek
- 2012: W hołdzie mistrzowi von Stanisław Soyka

## Filmmusik
- 1974: Die Schlüssel